# Gérard Le Fur
Pour les articles homonymes, voir Le Fur.
Gérard Le Fur, né le 22 août 1950, est un scientifique et chef d'entreprise français. De janvier 2007 à septembre 2008, il est directeur général de Sanofi Aventis, où il a effectué toute sa carrière.

## Parcours
En 1973, Gérard Le Fur devient docteur en pharmacie. De 1973 à 1982, il est chef de laboratoire et directeur adjoint de la R&D au département de biochimie pharmacologique chez Pharmuca. De 1982 à 1986, il est directeur de la biologie chez Rhône-Poulenc. Puis en 1986, il devient directeur adjoint au vice-président exécutif de la R&D de Sanofi, puis directeur de la recherche chez Sanofi-Synthélabo.
En janvier 2007, il prend la direction de Sanofi-Aventis, succédant à Jean-François Dehecq qui a conservé la présidence du conseil d'administration.
En juin 2007, la Food and Drug Administration américaine refuse l'homologation du Rimonabant (commercialisé sous la marque Acomplia), une pilule pour lutter contre l'obésité et le tabagisme, évoquant les risques de suicide liés à la consommation du produit. C'est un marché de $3 milliards que Sanofi-Aventis perd sous sa présidence. Au premier semestre 2008, les ventes de la pilule Acomplia avoisinent les 50 millions € alors que le groupe prévoyait un chiffre d'affaires de 2 milliards € sur l'année.
Le 10 septembre 2008, il est remplacé par Christopher Viehbacher, ancien de GlaxoSmithKline. Sa destitution après 15 mois à la direction s'explique par son incapacité à redresser la valeur du cours en bourse alors que les actionnaires majoritaires de Sanofi (Total avec 20 % des droits de vote et L'Oréal avec 15 %) souhaitaient se désengager du capital du fabricant de médicaments,. Il est alors rétrogradé au poste de conseil scientifique, s'engage à ne pas travailler pour la concurrence jusqu'en 2010, touche pour ce poste une rémunération mensuelle de 150 000 €, et a touché 2,7 millions € fixe d'indemnités de départ,.

## Autres fonctions
- Correspondant de l'Académie des sciences (depuis 1999)
- Membre de l'Académie des sciences (depuis 2003)[8].

## Distinctions
- Prix Galien (1983, 2000)[2],[1]
- Prix de l'Ordre des pharmaciens (2004)[2]